# Skibob

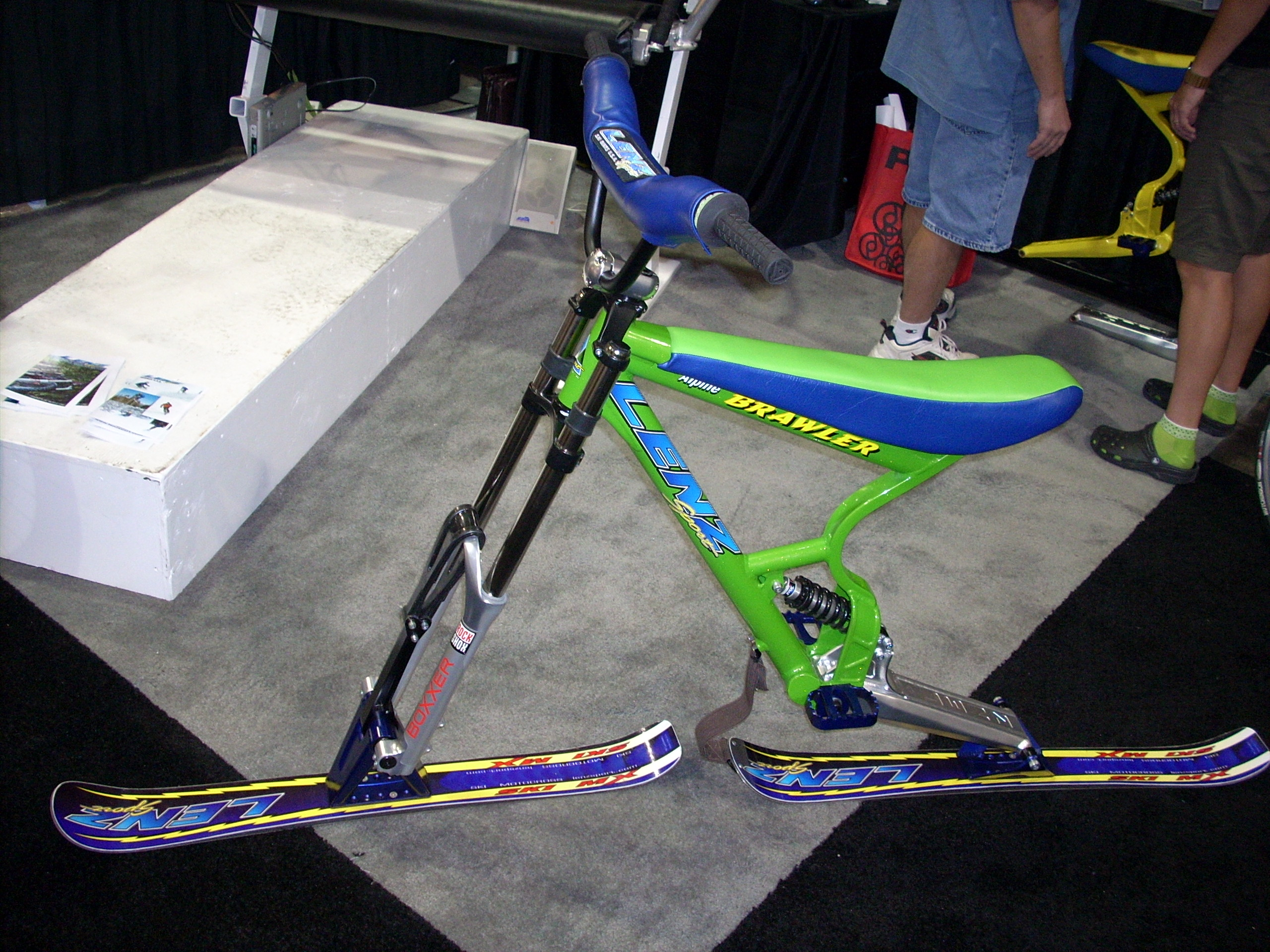
Een skibob

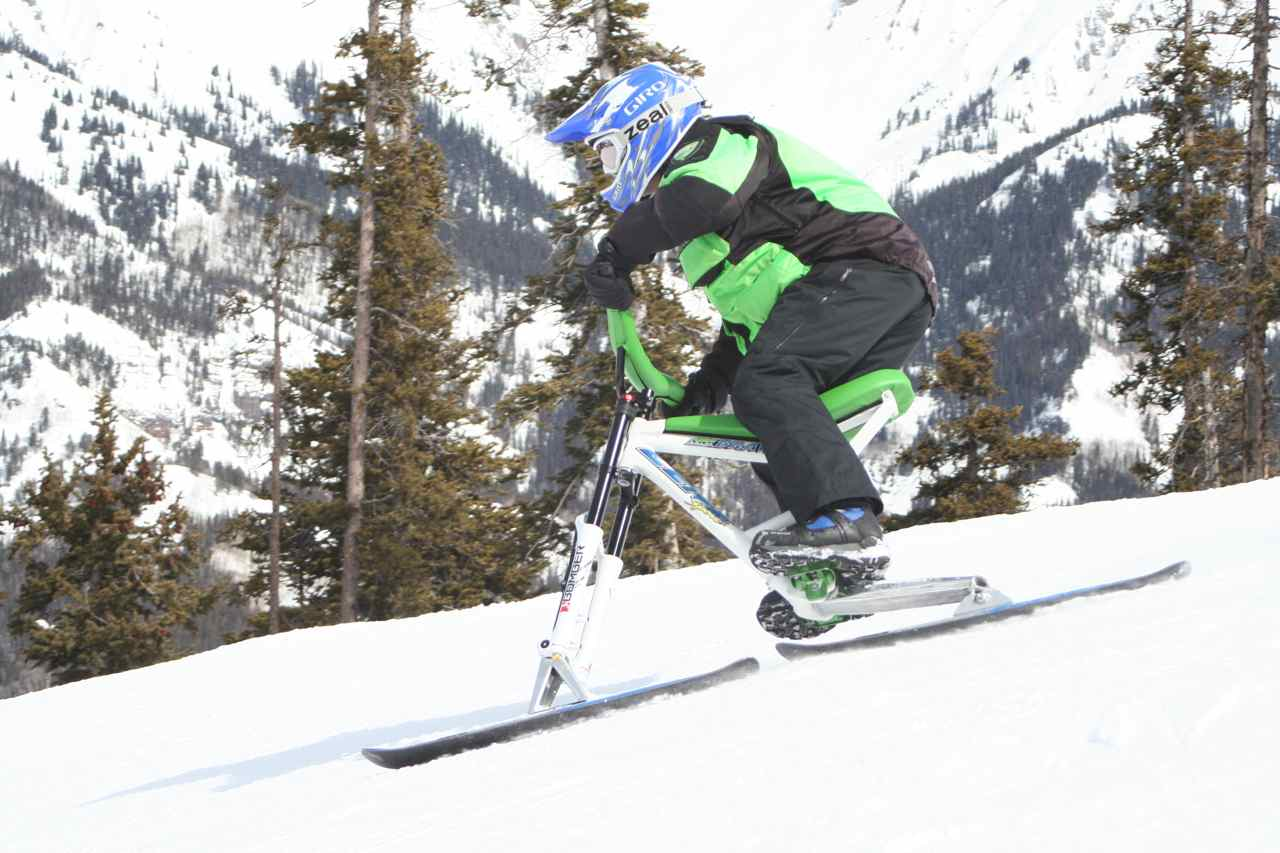
Afdaling met skibob

Een skibob is een vervoermiddel voor afdalingen in de sneeuw. 
Het voertuig bestaat uit een frame waaraan twee ski's, een zadel en een stuur zijn bevestigd. De skibob is voorzien van een bestuurbare voorski, met daarachter op één lijn, een vaste achterski. Hij kan zowel in de diepe sneeuw als op de piste worden gebruikt. De bestuurder draagt aan beide voeten zeer korte ski's, waarmee het gewicht gelijkmatig kan worden verdeeld. Bovendien worden ze gebruikt om de stuurbeweging te ondersteunen. 
Oorspronkelijk was het zich voortbewegen op een skibob voornamelijk een toeristisch vermaak, later werd het een wintersport waarbij wedstrijden worden georganiseerd.

## Geschiedenis
Afgezien van de enkele 'sneeuw-velo's' in Italië en Zwitserland, duurde het tot na 1945 voordat de skibob enigszins op verbreide schaal werd gebruikt. Geheel onafhankelijk van elkaar worden in Oostenrijk en West-Duitsland skibobs ontwikkeld en gebouwd. Uit de aanvankelijk volledig toeristische attractie ontwikkelde zich een wedstrijdsport. In 1961 werd de Internationale Skibob Federatie opgericht, twee jaar later werden voor het eerst Europese kampioenschappen georganiseerd en vanaf 1967 kent men ook wereldkampioenschappen.
De gemiddelde snelheden die bij skibobwedstrijden worden bereikt, liggen tussen de 70 en 80 kilometer per uur. De Zwitser Romuald Bonvin bereikte op 17 april 2003, op een speciaal geprepareerde piste, een snelheid van  201,580 kilometer per uur.

## Voertuig en uitrusting
De skibob mag ten hoogste 230 centimeter lang zijn en een gewicht hebben van 6 tot 13 kilogram. Het voertuig is doorgaans voorzien van zowel voorvering als achtervering. De ski's aan de voeten van de bestuurder hebben een maximumlengte van 50 centimeter. Stalen punten aan het einde ervan dienen om in geval van nood te kunnen remmen. De skibobber die aan een wedstrijd deelneemt draagt een anorak, skibroek, skischoenen, valhelm en een sneeuwbril.

## Piste
De lengte van een piste voor elke skibobwedstrijd is zodanig, dat het mogelijk is deze binnen de twee minuten af te leggen. Ook de vormgeving van de baan is dusdanig dat veel bochten dienen te worden genomen en voorkomen wordt dat de kortste weg naar beneden kan worden gevolgd. Het hoogteverschil tussen start en finish bedraagt bij een slalom 200 meter (bij dames 100 meter).

## Techniek
Skibobben vereist veel technische kunde, die veelal niet onderdoet voor hetgeen in de alpine skisport noodzakelijk is. Velerlei bewegingen, die elementen bevatten uit de skisport, maken het mogelijk om zowel langs hellingen met diepe sneeuw dan wel verijsde pisten af te dalen.
Bij de afdaling zit de skibobber met naar voren gebogen bovenlichaam in het zadel, de dijen en de vergaand gebogen knieën worden sterk tegen het vervoermiddel aangedrukt en geven in feite richting aan de skibob. De aan de voeten geplaatste ski's bevinden zich dicht naast de achterski van de bob. Het maken van bochten, zonder weg te glijden en zonder tempoverlies, gebeurt door geringe stuurbewegingen. De voeten worden niet belast en hebben uitsluitend tot doel het gewicht gelijk te verdelen. Ook geven ze de skibob een betere stabiliteit bij hogere snelheden. 
Het is mogelijk een zeer groot aantal bochten vlak achter elkaar te maken, vergelijkbaar met de wedeltechniek van het alpineskiën.